# Sörby, Borgholms kommun
Sörby är en bebyggelse i Borgholms kommun belägen i Gärdslösa socken. Området var av SCB avgränsat till en småort från 1995 till 2023
Namnet kan syfta på väderstrecket "söder", men byn ligger inte söder om något nu känt centrum. En annan möjlighet är att det syftar på sur, blöt, sörjig markbeskaffenhet. Namnet skrivs i äldre handlingar "Söderby".
År 1540 hade byn sex skattehemman och 3 1/2 hemman under Linköpings biskopsbord. Medan i 1544 års jordebok upptas fyra frälsehemman tillhörande Anders Olsson Frände, Gustav Vasa, Ture Trolle och Jon Skaffare

### Noter

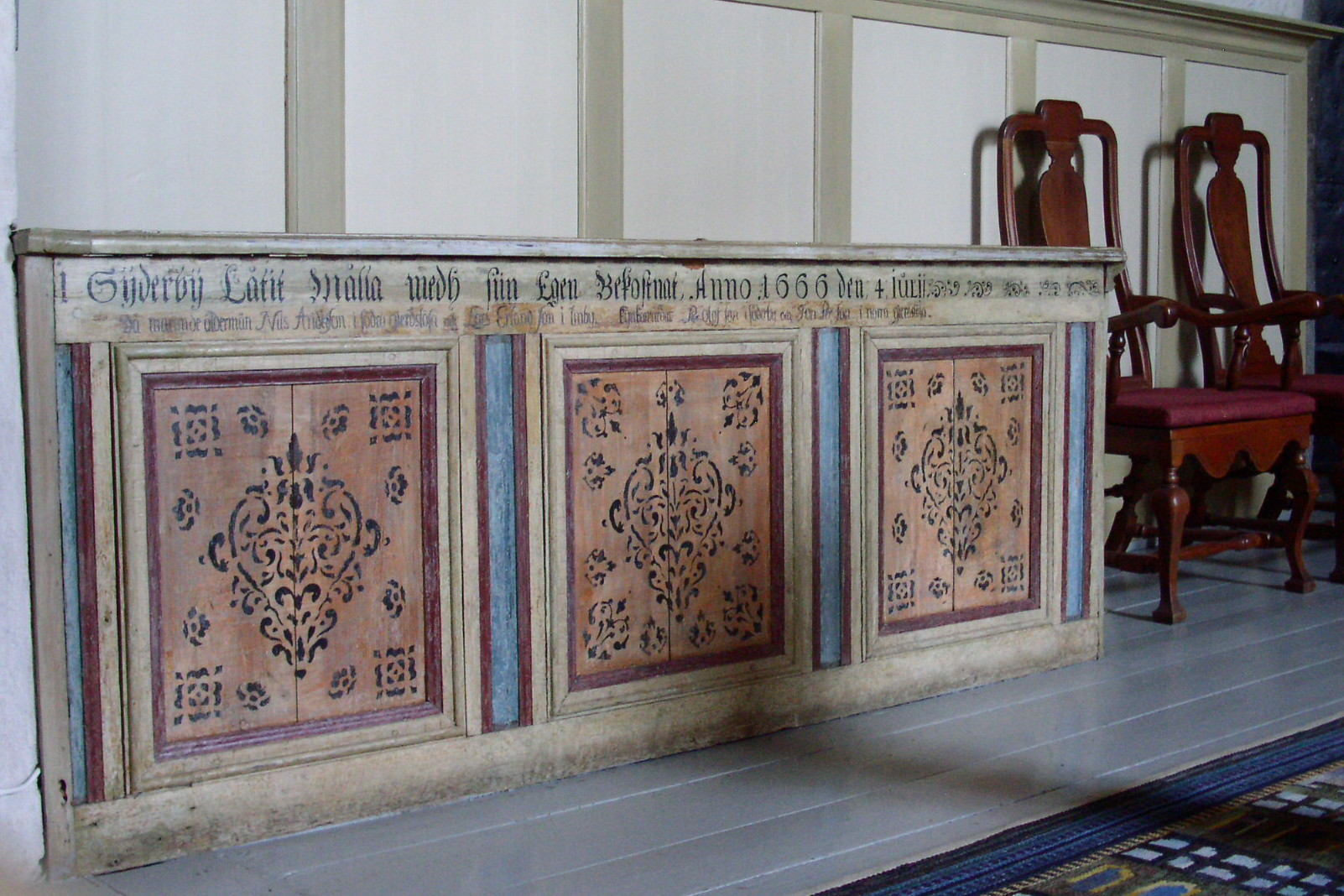
Kyrkvärdsbänken i Gärdslösa kyrka, med namnet skrivet Syderby 1666